# Harnischia japonica
Harnischia japonica är en tvåvingeart som beskrevs av Hashimoto 1984. Harnischia japonica ingår i släktet Harnischia och familjen fjädermyggor. Inga underarter finns listade i Catalogue of Life.